# 迷探偵ドルーピーの大追跡
『迷探偵ドルーピーの大追跡』（めいたんていドルーピーのだいついせき、原題：Northwest Hounded Police, 公開：1946年8月3日）は、アメリカ合衆国の映画会社メトロ・ゴールドウィン・メイヤー (MGM) に所属していたアニメーターのテックス・アヴェリーによる作品のひとつ。1943年の『つかまるのはごめん』同様逃げるオオカミをドルーピーが追跡。同作を連想させる描写とセリフも盛り込まれている。

## スタッフ
監督
テックス・アヴェリー
制作総括
フレッド・クインビー
アニメーション制作
レイ・エイブラムズ、プレストン・ブレア、ウォルター・クリントン、エド・ラブ
脚本
ヘック・アレン
音楽
スコット・ブラッドリー

## 内容
オオカミが刑務所を脱獄しカナダに入国、さらに北方へ逃亡する。騎馬警察のマクプードル巡査（ドルーピー）は任務を押し付けられ、単身オオカミの捜索を開始する。
果たしてオオカミは、一安心する間もなく巡査に発見されてしまい、逃げのびようと八方手を尽くすが…。

## 登場するキャラクター
ドルーピー
今回役名は「マクプードル」であり、「ドルーピー」と呼ばれないためかオープニングでも"droopy"の画は示されない。オオカミの逃亡先にいつも先回りしている事から、日本版は原版に要素の無い「探偵」を用いたと推察される。
オオカミ
米サンフランシスコにあるアルカトラズ連邦刑務所風の刑務所から脱獄、顔を変え、ときに画面からはみ出そうになりながら、太平洋の孤島まで逃走するが、ドルーピーにどこまでも付きまとわれる。

## テレビ放送
TBS系『トムとジェリー』で真ん中の作品として放送された。

## 収録ソフト
- トムとジェリー ドルーピーといっしょ VOL.2（VHS）
- 迷探偵ドルーピーの大追跡 編（DVD）
- トムとジェリー VOL.4 特典映像（DVD）